# The Tragically Hip
The Tragically Hip was een Canadese rockband uit Kingston, Ontario. De band bestond uit Gordon Downie (leadzanger en gitaar), Paul Langlois (gitaar), Rob Baker (gitaar), Gord Sinclair (bas) en Johnny Fay (drums). 
Vaak wordt de band kortweg aangeduid als The Hip. De naam komt uit een film (Elephant Parts) van Michael Nesmith van The Monkees.

## Geschiedenis
De band werd opgericht in 1983 en begon als coverband. Ze coverden vooral nummers van de Golden Earring en The Rolling Stones. De band had oorspronkelijk een saxofonist in de gelederen.
De band was vooral erg populair en invloedrijk in hun thuisland Canada. Zanger Gordon Downie heeft ook een aantal solo-albums op zijn naam staan. 
In mei 2016 werd bekend dat Downie terminaal ziek was. Hij leed aan glioblastoom, een van de ergste vormen van hersenkanker, en overleed ten slotte op 17 oktober 2017. 
Op zaterdag 20 augustus 2016 gaf The Tragically Hip hun laatste gig in het Rogers K-Rock Centre in Kingston, Ontario, de zaal waar de band in de jaren 80 zijn eerste shows gaf. Deze laatste gig werd ook live op de Canadese tv uitgezonden.

## Eerbetoon
In 2005 werd The Tragically Hip opgenomen in de Canadian Music Hall of Fame. Ook is er een straat vernoemd naar de band: The Tragically Hip Way in Kingston. 

## Discografie
- The Tragically Hip (1987)
- Up to here (1989)
- Road Apples (1991)
- Fully Completely (1992)
- Day for Night (1994)
- Trouble at the Henhouse (1996)
- Live Between Us (1997)
- Phantom Power (1998)
- Music at Work (2000)
- In Violet Light (2002)
- In Between Evolution (2004)
- World Container (2006)
- We Are The Same (2009)
- Now for Plan A (2012)
- Man machine poem (2016)